# SIG SG 552
SIG-552 Commando là mẫu súng đời mới nhất trong các loại súng công kích SIG SG 550, loại súng này chỉ khác với đời 550 bởi kích cỡ nhỏ gọn hơn và một loại tay cầm mới.Nó là 1 biển thể của SIG SG 550 carbine.

## Thông số kỹ thuật
- Khối lượng (không đạn): 3 kg
- Chiều dài tổng cộng: 730 mm
- Chiều dài khi gập báng: 504 mm
- Chiều dài nòng: 22,6 cm
- Cỡ nòng:
- Cỡ đạn: 5,56 mm NATO
- Nguyên tắc nạp đạn:
- Hộp đạn: 20, 30 viên
- Sơ tốc đầu đạn: 725 m/s
- Nhịp bắn: 700 viên/phút
- Tầm bắn hiệu quả: 100-400 m

## Sử dụng
- Thụy Sĩ
- Vatican
- Ý
- Đức
- Nhật Bản
- Tây Ban Nha
- Chile
- Phần Lan
- Indonesia
- Malaysia
- Serbia
- Hoa Kỳ
- Pháp